# Luca Regiardo
Luca Regiardo (Arequito, 24 ottobre 2006) è un calciatore argentino, centrocampista del Newell's Old Boys.

## Caratteristiche tecniche
Centrocampista centrale, nelle giovanili del Newell's è stato impiegato anche in difesa.

## Carriera
È cresciuto nel settore giovanile del Newell's Old Boys, con cui ha firmato il primo contratto professionistico il 4 ottobre 2024. Ha debuttato in prima squadra il 15 dicembre seguente nell'incontro vinto 3-1 contro il Talleres (C).

## Statistiche

### Presenze e reti nei club
Statistiche aggiornate al 8 febbraio 2025.
| Stagione        | Squadra           | Campionato      | Campionato | Campionato | Coppe nazionali | Coppe nazionali | Coppe nazionali | Coppe continentali | Coppe continentali | Coppe continentali | Altre coppe | Altre coppe | Altre coppe | Totale | Totale | Totale |
| Stagione        | Squadra           | Comp            | Pres       | Reti       | Comp            | Pres            | Reti            | Comp               | Pres               | Reti               | Comp        | Pres        | Reti        | Pres   | Reti   |        |
| --------------- | ----------------- | --------------- | ---------- | ---------- | --------------- | --------------- | --------------- | ------------------ | ------------------ | ------------------ | ----------- | ----------- | ----------- | ------ | ------ | ------ |
| 2024            | Newell's Old Boys | PD              | 1          | 0          | CA+CdL          | 0               | 0               |                    | -                  | -                  |             | -           | -           | 1      | 0      |        |
| 2025            | Newell's Old Boys | PD              | 4          | 0          | CA              | 0               | 0               |                    | -                  | -                  |             | -           | -           | 4      | 0      |        |
| Totale carriera | Totale carriera   | Totale carriera | 5          | 0          |                 | 0               | 0               |                    | -                  | -                  |             | -           | -           | 5      | 0      |        |